# 4+0-Verkehrsführung

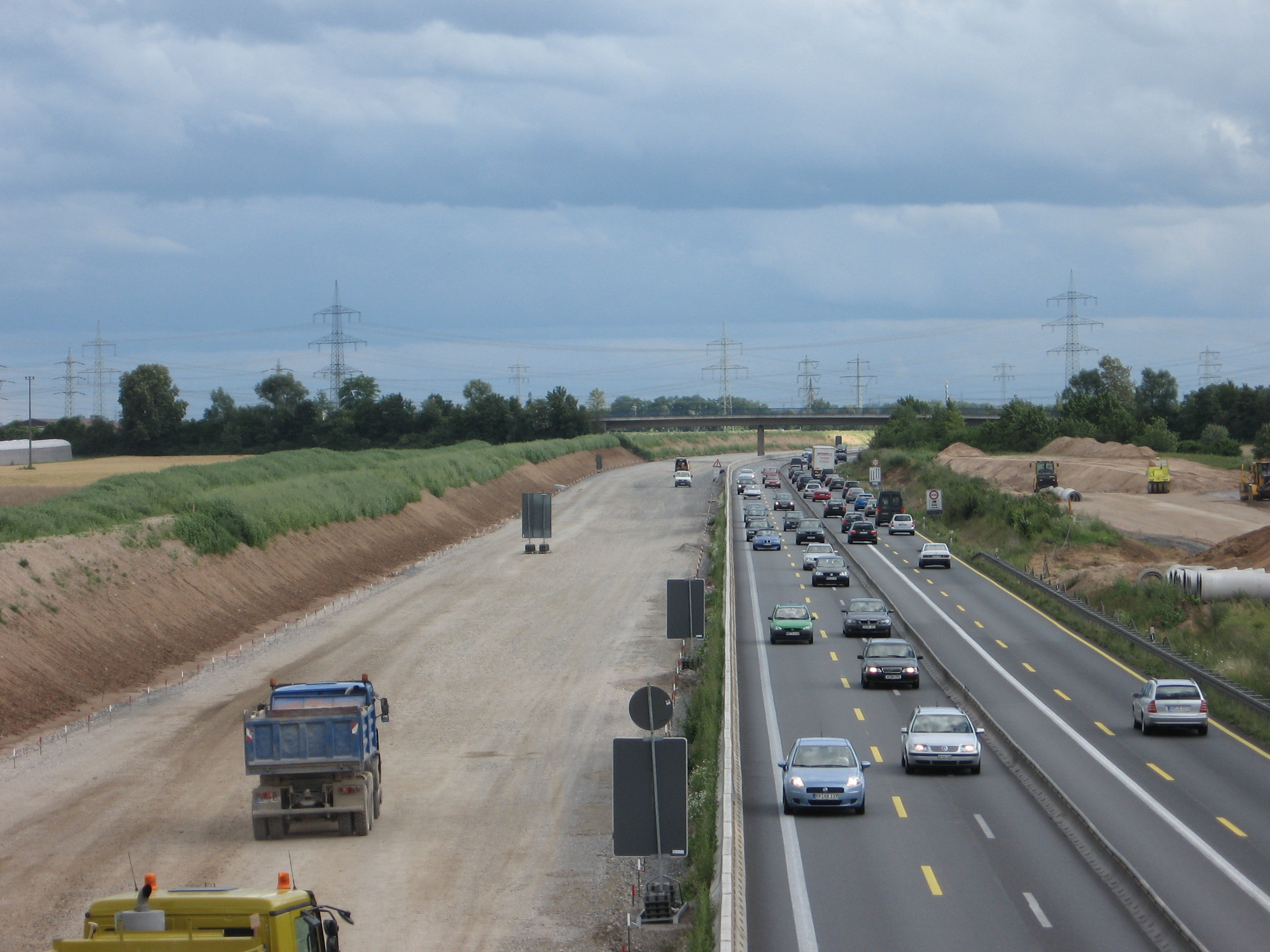
Eine 4s+0-Verkehrsführung auf einer Autobahn mit getrennten Richtungsfahrbahnen.

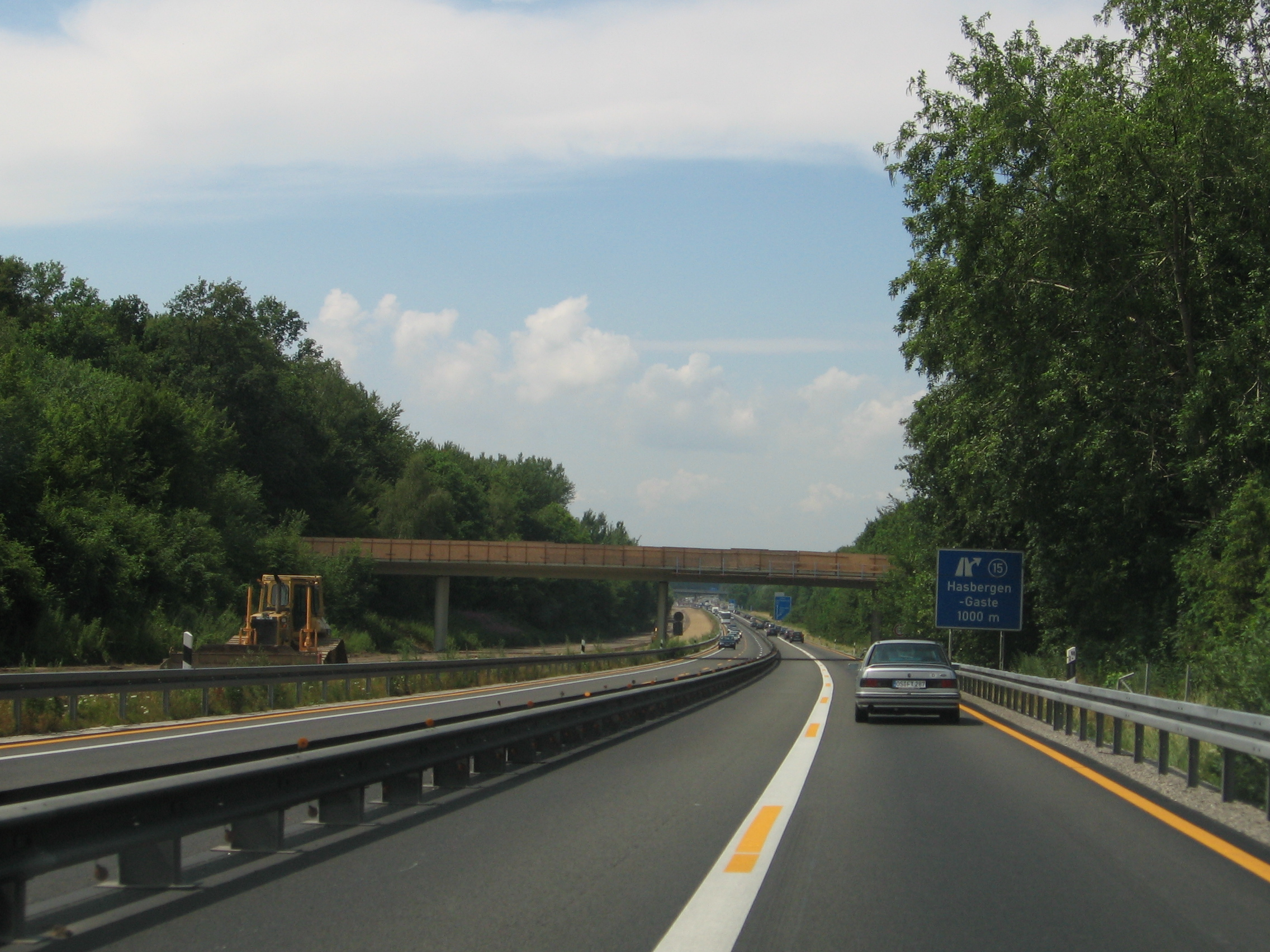
Trennung der Fahrtrichtungen mittels transportabler Stahlschutzplanke.

Unter einer 4+0-Verkehrsführung versteht man im Straßenbau eine baubetrieblich bedingte Umlegung des Richtungsverkehrs von zwei auf eine Richtungsfahrbahn im Bereich einer Arbeitsstelle. Voraussetzung dafür ist ein geeigneter Straßenquerschnitt, der sowohl eine ausreichende Breite als auch eine ausreichende Befestigung aufweist.
Durch die Anwendung der 4+0-Verkehrsführung wird eine Richtungsfahrbahn verkehrsfrei, sodass dort Baumaßnahmen nahezu störungsfrei durchgeführt werden können. Das Verfahren stellt damit eine Alternative zum Bauen unter dem rollenden Rad dar. Auf der anderen Richtungsfahrbahn werden mittels Baustellenmarkierung, Markierungsknöpfen und passiven Schutzeinrichtungen die Verkehrsströme voneinander getrennt und geführt.
Aufgrund dieser Verkehrsführung steht dem Richtungsverkehr eine eingeschränkte Fahrstreifenbreite zur Verfügung. Daher wird dort eine Geschwindigkeitsbeschränkung und ein Überholverbot für Lkw ausgesprochen. Der linke Fahrstreifen ist in der Regel nur so breit angelegt, dass er nur von Pkws und Motorrädern befahren werden kann. Um Unfälle zukünftig zu vermeiden, werden versuchsweise Tafeln aufgestellt, die zu einem versetzten Fahren auffordern.
Trotz zahlreicher Sicherheitsmaßnahmen ereignen sich in derartigen Abschnitten häufig Verkehrsunfälle. Grund dafür sind, neben den eingeschränkten Platzverhältnissen, häufig zu hohe Fahrgeschwindigkeiten und Unklarheiten bei der Verkehrsführung. Letzteres gilt besonders am Beginn und am Ende der Umlegung (so genannte Überleitung bzw. Rückleitung).
Besonders kritische Situationen können sich im Fall einer Fahrzeugpanne bei Mitbenutzung des Seitenstreifens (4s+0-Verkehrsführung) ergeben, da das liegengebliebene Fahrzeug nicht sofort von der Fahrbahn entfernt werden kann und der nachfolgende Verkehr wesentlich behindert wird.
Die Richtlinien für die Anlage von Straßen – Querschnitt ergeben für zweibahnige Autobahnen mit je zwei Fahrstreifen plus Standstreifen eine Breite der Fahrbahn von 11,50 m. Die Fahrstreifen haben dabei eine Breite von je 3,75 m, der Seitenstreifen 2,50 m plus markierte Randstreifen von wenigstens 0,50 m (bzw. 0,75 m). Dieser RQ 29 (bzw. RQ 29,5) wird bei einem 4-0-System neu aufgeteilt in 3,00 m (bzw. 3,25 m) für die LKW-Fahrstreifen und 2,50 m für die PKW-Fahrstreifen mit 0,15 m bis 0,25 m breiten Streifen für die Markierungen.

## Normen und Standards
Deutschland
- Richtlinien für die Sicherung von Arbeitsstellen an Straßen (RSA)

Österreich
- RVS 05.05.40 ff. – Baustellenabsicherung

Schweiz
- SN 640 885c – Signalisation von Baustellen auf Autobahnen und Autostrassen